# Giuseppe Bonolis
Pour les articles homonymes, voir Bonolis.
Giuseppe Bonolis, né le 1er janvier 1800 à Teramo, et mort le 2 avril 1851 à Naples, est un peintre napolitain, connu pour ses portraits et ses toiles historiques.

## Biographie

Portrait du Roi Ferdinand II, par Bonolis

Giuseppe Bonolis est né le 1er janvier 1800 à Teramo.
Très tôt, il s'inscrit à la Scuola di Disegno, créée par la commune de Teramo et dirigée par Muzio Muzii, un élève de Vincenzo Camuccini. Il enseigne la calligraphie au Collège royal de Teramo, mais en 1820, il est congédié parce qu'il est soupçonné de liens séditieux avec la Carboneria. Il s'installe à Naples en 1822, où il fréquente l'Académie des Beaux-Arts, étudie sous la direction de Giuseppe Cammarano. Il devient enseignant dans diverses écoles de cette ville. Il épouse en 1832 l'une de ses élèves, Adelaide Mazza.
Parmi ses œuvres on peut citer Mort d'Abel (1837) exposée à l'Exposition des Beaux-Arts de Naples en 1837. L'enfance de Bacchus et le Mariage de Bacchus et Ariane sont tous les deux en 1841. Parmi ses autres toiles, on peut citer Les quatre dons de Poètes ; une Immaculée Conception pour la chapelle privée du Marquis Tommasi; Saint-Paul; Solon dans l'Aréopage; Coriolan près de Volsci; et un Charon transport des âmes. Il peint la Renonciation à la Couronne de Naples par Frederick de Naples. Il peint le retable de Saint Bernard, patron de la ville, pour la Sacristie de la Cathédrale de Teramo. Parmi ses portraits figurent ceux du prince de Fondi, le Marquis Tommasi de Naples, les princesses grecques Ipsilanti et Kantakouzene, et du Prince Ghica de Moldavie. Il peint également des autoportraits trouvés à la Pinacothèque de Teramo et de Macerata.
Parmi ses élèves figurent Achille Vertunni, Filippo Palizzi et Francesco Netti.
Il meurt le 2 avril 1851 à Naples, du typhus, et son monument funéraire comporte un buste en marbre de Pasquale Ricca.